# Miguel Ángel Converti (padre)
Miguel Ángel Converti (5 de febrero de 1928; Banfield, Argentina - 22 de octubre de 2022; Mendoza, Argentina) fue un exfutbolista argentino. Se desempeñaba como delantero y destacó en Banfield. Su hijo Miguel Ángel "Ringo" Converti también fue futbolista, destacándose su paso por el fútbol colombiano donde se nacionalizó.
Falleció a los 94 años de edad por un paro cardiaco en octubre de 2022. 

## Carrera

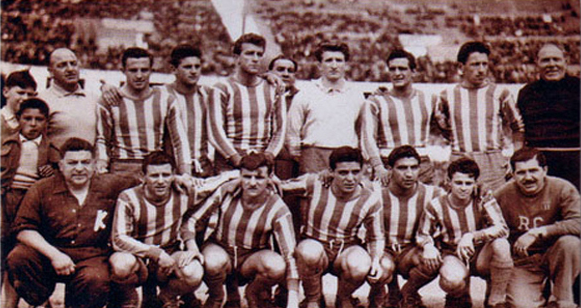
Rosario Central en 1957. Parados: Rodolfo Más (preparador físico), Carlos Álvarez, Alberto Ducca, José Poi, Juan Bertoldi, Juan Biagioli, Miguel La Rosa, Gerónimo Díaz (entrenador); hincados: Miguel Converti, Oscar Mottura, Alberto Sánchez, Juan Castro, Ricardo Giménez.

Se desempeñaba como puntero derecho. Inició su carrera en el Taladro en 1948, cumpliendo buenas actuaciones. En 1951 Banfield protagonizó una gran campaña en la que le peleó el título a Racing Club, cayendo en un desempate. En adelante las campañas del Taladro fueron desmejorando, descendiendo a Segunda División en 1954. Jugó 174 partidos y marcó 19 goles; es considerado uno de los máximos ídolos de la institución bonaerense, siendo incluido en el once histórico del club al cumplirse el centenario del mismo. Entre 1955 y 1956 vistió la casaca de Fluminense de Brasil, donde compartió plantel con Telê Santana y fue bautizado El Che. En el año 1957 pasó a Rosario Central, donde jugó 13 encuentros sin convertir goles. Su debut se produjo como titular en la primera fecha del Campeonato de Primera División 1957 ante River Plate, encuentro igualado en un gol; el entrenador era Gerónimo Díaz. En 1959 llegó a jugar a Gimnasia y Esgrima de Mendoza, ciudad donde se radicó luego de retirarse. Se dedicó a la carrera de entrenador, la cual había comenzado en 1958 en Almirante Brown de Casanova en primer lugar, y luego en Temperley; al llegar a Mendoza había retomado la actividad de futbolista, ejerciendo como técnico en las divisiones juveniles de Gimnasia. En 1962 se hizo cargo de la primera división del Club Atlético Palmira, mientras que en 1964 entrenó a dos equipos al mismo tiempo: Huracán Las Heras en la Primera División de la Liga Mendocina y Andes Talleres en la Primera B de la misma. Con este último club fue campeón y logró el ascenso al círculo máximo de la Liga. En 1968 fue campeón de la misma con Godoy Cruz Antonio Tomba, título que repitió con Independiente Rivadavia en 1970 y 1972; también dirigió a los azules en el Campeonato Nacional 1973. Otros clubes que entrenó fueron Unión de Santa Fe (1965), Gimnasia y Esgrima de Mendoza y Atlético Argentino de la misma ciudad. En 1979 repitió el ascenso a la Liga Mendocina con Andes Talleres, club con el que venció a AC Milan de Italia por 3-2 en un cotejo amistoso disputado el 7 de junio de ese mismo año. En 1985 entrenó a Banfield, con su hijo integrando el plantel de futbolistas.

## Clubes

### Como jugador
| Club                   | País      | Año       |
| ---------------------- | --------- | --------- |
| Banfield               | Argentina | 1948-1955 |
| Fluminense             | Brasil    | 1955-1956 |
| Rosario Central        | Argentina | 1957      |
| Gimnasia y Esgrima (M) | Argentina | 1959      |

### Como entrenador
| Club                    | País      | Año       |
| ----------------------- | --------- | --------- |
| Almirante Brown         | Argentina | 1958      |
| Temperley               | Argentina | 1958      |
| Gimnasia y Esgrima (M)  | Argentina | 1959-1961 |
| Atlético Palmira        | Argentina | 1962      |
| Huracán Las Heras       | Argentina | 1963-1964 |
| Andes Talleres          | Argentina | 1964      |
| Unión (S)               | Argentina | 1967      |
| Atlético Argentino      | Argentina | 1968      |
| Godoy Cruz              | Argentina | 1968-1969 |
| Independiente Rivadavia | Argentina | 1970-1972 |
| Atlético Argentino      | Argentina | 1972      |
| Andes Talleres          | Argentina | 1979      |
| Banfield                | Argentina | 1984-1985 |

## Palmarés como entrenador
| Equipo                  | Liga      | País      | Título           | Año  |
| ----------------------- | --------- | --------- | ---------------- | ---- |
| Andes Talleres          | Mendocina | Argentina | Segunda División | 1964 |
| Godoy Cruz              | Mendocina | Argentina | Primera División | 1968 |
| Independiente Rivadavia | Mendocina | Argentina | Primera División | 1970 |
| Independiente Rivadavia | Mendocina | Argentina | Primera División | 1972 |
| Andes Talleres          | Mendocina | Argentina | Segunda División | 1979 |